# Salvador Simó i Busom
Salvador Simó i Busom (Barcelona, 1975) és un director de cinema català. La seva pel·lícula Buñuel en el laberinto de las tortugas va ser preseleccionada per als Oscars 2020 per l'acadèmia del cinema espanyol l'agost del 2020. Prèviament ha treballat en efectes visuals per a produccions internacionals com Pirates of the Caribbean: Dead Men Tell No Tales, Prince of Persia: The Sands of Time o Les Cròniques de Nàrnia: el príncep Caspian.